# برونديلو
برونديلو هي بلدية في مقاطعة كونيو في المنطقة الإيطالية بيدمونت ، وتقع على بعد حوالي 60 كيلومتر (37 ميل) جنوب غرب تورينو وحوالي 25 كيلومتر (16 ميل) شمال غرب كونيو . واعتبارًا من 31 ديسمبر 2004 ، بلغ عدد سكانها 349 نسمة وتبلغ مساحتها 9.9 كيلومتر مربع (3.8 ميل2) .  وتحد برونديلو البلديات التالية: إيساسكا ومارتينيانا بو وباجنو و ريفلو و فينسكا .